# Roman d'amour

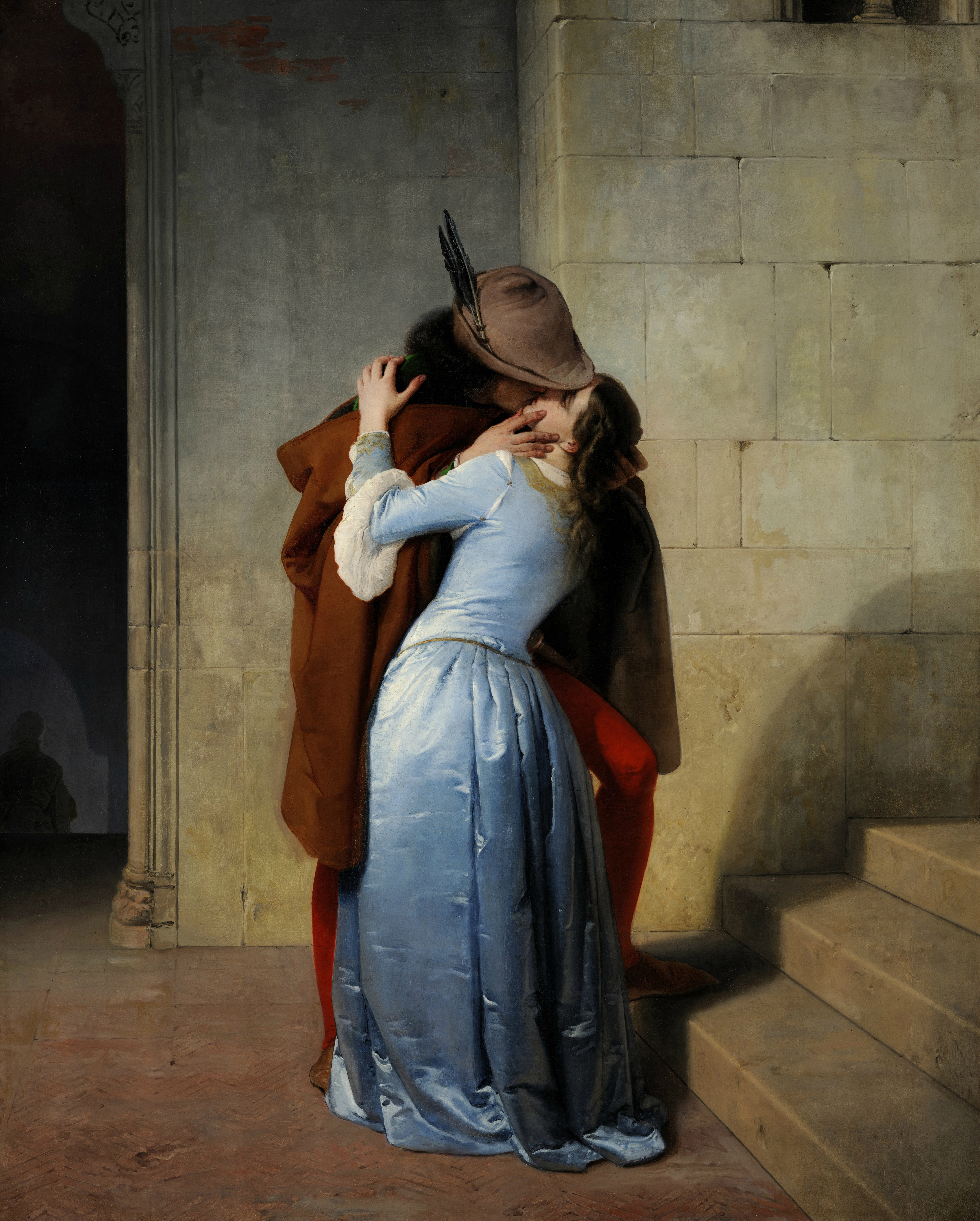
Francesco Hayez, Le Baiser, 1859, Milan, pinacothèque de Brera.

Le roman d'amour est un type de roman appelé aussi « roman sentimental » ou, de manière péjorative, « roman à l'eau de rose » et « romance » (romance novel) dans le monde anglo-saxon.

## Histoire

### Portugal de la Renaissance
L'écrivain portugais Bernardim Ribeiro (1482-1536) est considéré comme un précurseur du roman d'amour de la littérature classique. Son « roman sentimental » Menina e Moça ou Saudades, traduit en français sous le titre Mémoires d'une jeune fille triste, est connu pour être l'une des premières œuvres introduisant la notion de saudade. Il est considéré comme le premier roman du genre pastoral de la littérature lusophone et de la péninsule Ibérique. Il est édité pour la première à titre posthume en 1554, à Ferrare, en Italie.

### XXesiècle: déclassement
Au début du XXe siècle, de nombreuses collections se développent et connaissent un succès grandissant. Barbara Cartland publie son premier roman en 1923. Delly (pseudonyme de Frédéric et Jeanne-Marie Petitjean de la Rosière, frère et sœur) commence également une carrière prolifique en 1910 avec Esclave… ou reine ?. Après guerre, Anne Golon, aidée de son mari Serge, publie la série des Angélique.
Le roman d'amour a une clientèle très importante, presque exclusivement féminine : on estime à plus de 3 millions le nombre de lectrices de romans d'amour. Jusqu'à l'arrivée des éditions Harlequin en 1978, les romans d'amour sont essentiellement publiés en France par les éditions Tallandier.
Il est, par ailleurs, considéré comme « le genre le plus populaire et le moins respecté » de la littérature, parfois désigné « littérature de gare ».

## Prix littéraires
Plusieurs prix littéraires ont pour spécificité de couronner des romans d'amour. Parmi les prix français figurent notamment ceux remis par deux palaces, l'un de l'île Maurice, l'autre de l'île de Saint-Barthélemy, dans les Caraïbes, ainsi que le prix Saint-Valentin.
- Prix « Guanahani » du roman d'amour, présidé en 2007 par Patrick Poivre d'Arvor.
- Prix « Le Prince-Maurice » du roman d'amour, présidé en 2007 par Daniel Picouly. Ce dernier prix couronne alternativement chaque année une œuvre francophone et une œuvre anglophone.
- Prix littéraire Saint-Valentin, créé à l'initiative de Marie-Laure Lavenir et Thierry Nahon.

## Le roman d'amour hors de France

### Le roman d'amour anglo-saxon
Le roman d'amour ou roman à l'eau de rose est surtout publié par les éditions Harlequin basées au Canada.

### Le roman d'amour espagnol
En Espagne, l'auteur le plus prolifique et le plus célèbre est Corín Tellado, qui a publié son premier roman en 1946. Toutefois, dès la Seconde République espagnole, Concha Linares-Becerra avait publié Por qué me casé con él (1933). En 1939, vint le premier roman de Luisa-María Linares (1915-1986) : En poder de Barba Azul (1939). Plusieurs de ses romans ont été adaptés au cinéma entre 1940 et 1976, par entre autres, Juan de Orduña et Ladislas Vajda. Ainsi, six films inspirés par ses histoires sont sortis en 1944. Carmen de Icaza (Madrid, 1899-1979) a écrit Cristina Guzmán, profesora de idiomas en 1936 et utilisait également le pseudonyme de Valeria León.
Corín Tellado apparaît dans ce panorama éditorial. L'auteur asturienne est décrite comme un « phénomène socioculturel » (« fenómeno sociocultural ») par Vargas Llosa et qualifiée d'« innocente pornographe » (« inocente pornógrafa ») par Cabrera Infante. Elle a écrit régulièrement, jusqu'à atteindre les quatre mille titres publiés. Ses ventes se montent à plus de quatre millions d'exemplaires. Ses œuvres les plus récentes, éditées par Suma De Letras, S.L. sont : Te acepto como eres, Mi Nita querida, La Amante de mi amigo, Un caballero y dos mujeres, Semblanzas intimas, Cásate con mi hermana, El Engaño de mi marido, El Silencio de los dos, Los Amigos de Kima, El Testamento et Fin de semana.

## Quelques œuvres
- Tristan et Iseut de Béroul (ca. 1167), de Joseph Bédier (1900), d'André Mary (1941).
- La Princesse de Clèves de Mme de La Fayette.
- Paul et Virginie de Bernardin de Saint-Pierre.
- Corinne ou l'Italie de Mme de Staël.
- Le Rouge et le Noir de Stendhal.
- Elle et lui de George Sand.
- Le Diable au corps de Raymond Radiguet.
- Belle du Seigneur d'Albert Cohen.